# Крістоф де Бомон
Крісто́ф де Бомо́н дю Репе́р (фр. Christophe de Beaumont du Repaire; 26 липня 1703, Ла Рок, Мераль, Французьке королівство — 12 грудня 1781, Париж, Французьке королівство) — французький ієрарх, єпископ Байонни (1741—1745), архієпископ В'єнна (1745—1746), архієпископ Парижа та герцог де Сен-Клу (1746—1781).

## Життєпис
Народився в замку Шато-де-ла-Рок у місті Мераль (Дордонь) у шляхетній дворянській родині. У віці 31 року його висвячено на священника.
20 серпня 1741 призначено єпископом Байонни, Рим затвердив на кафедрі 27 листопада того ж року. Єпископська хіротонія відбулася 24 грудня. 20 квітня 1745 де Бомона обрано архієпископом В'єнна, 23 серпня того ж року обрання підтвердив Святий Престол.
20 липня 1746 року від віспи помер архієпископ Парижа Жак Бонн-Жіго де Бельфон, 5 серпня король Людовік XV призначив паризьким архієпископом де Бомона. Рим затвердив його на паризькій кафедрі 19 вересня того ж року.
Як і його попередник виступав непримиренним противником янсеністів. Він змусив усе духовенство архієпархії прийняти буллу Unigenitus 1713 з осудом янсенізму, а незгодних відлучив від таїнств. Це призвело до різкого конфлікту з паризьким парламентом, який виступив на захист янсеністів. Людовік XV спочатку заборонив парламенту втручатися у релігійні суперечки, проте згодом виступив проти архієпископа. Король двічі відправляв де Бомона з Парижа в тимчасове заслання (від 1754 доо 1757 і від 1758 до 1759), але у вигнанні той продовжував віддалено керувати єпархією через письмові накази. Король намагався умовити його подати у відставку, обіцяючи йому нагороди та почесті, зокрема, кардинальську шапку, але архієпископ відмовився.
Здобув широку громадську повагу за благодійну діяльність. 1762 року засудив книгу «Еміль» Ж.-Ж.Руссо, як таку, що містить тези, несумісні з католицькою доктриною. Похований у соборі Паризької Богоматері.